# Syringantha
Syringantha  es un género monotípico de plantas con flores de la familia de las rubiáceas. Incluye una sola especie: Syringantha coulteri (Hook.f.) T.McDowell (1996). Es nativa del nordeste de México.

## Taxonomía
Syringantha coulteri fue descrita por (Hook.f.) T.McDowell y publicado en Novon 6(3): 277, f. 1, 2A, 3, en el año 1996.
Sinonimia
- Exostema coulteri Hook.f.
- Syringantha coulteri var. loranthoides (Standl.) Borhidi
- Syringantha loranthoides Standl.[3]